# Ylenia Scapin
Ylenia Scapin (Bolzano, 8 de enero de 1975) es una deportista italiana que compitió en judo.
Participó en cuatro Juegos Olímpicos, entre los años 1996 y 2008, obteniendo en total dos medallas de bronce, en Atlanta 1996 y Sídney 2000. Ganó tres medallas de bronce en el Campeonato Mundial de Judo entre los años 1999 y 2007, y ocho medallas en el Campeonato Europeo de Judo entre los años 1998 y 2008.

## Palmarés internacional
| Juegos Olímpicos   | Juegos Olímpicos         | Juegos Olímpicos  | Juegos Olímpicos |
| Año                | Lugar                    | Medalla           | Categoría        |
| ------------------ | ------------------------ | ----------------- | ---------------- |
| 1996               | Atlanta (Estados Unidos) | Medalla de bronce | –72 kg           |
| 2000               | Sídney (Australia)       | Medalla de bronce | –70 kg           |
| Campeonato Mundial |                          |                   |                  |
| Año                | Lugar                    | Medalla           | Categoría        |
| 1999               | Birmingham (Reino Unido) | Medalla de bronce | –70 kg           |
| 2003               | Osaka (Japón)            | Medalla de bronce | –63 kg           |
| 2007               | Río de Janeiro (Brasil)  | Medalla de bronce | –70 kg           |
| Campeonato Europeo |                          |                   |                  |
| Año                | Lugar                    | Medalla           | Categoría        |
| 1998               | Oviedo (España)          | Medalla de bronce | –70 kg           |
| 1999               | Bratislava (Eslovaquia)  | Medalla de plata  | –70 kg           |
| 2000               | Breslavia (Polonia)      | Medalla de bronce | –70 kg           |
| 2001               | París (Francia)          | Medalla de bronce | –63 kg           |
| 2003               | Düsseldorf (Alemania)    | Medalla de bronce | –63 kg           |
| 2005               | Róterdam (Países Bajos)  | Medalla de plata  | –70 kg           |
| 2006               | Tampere (Finlandia)      | Medalla de bronce | –63 kg           |
| 2008               | Lisboa (Portugal)        | Medalla de oro    | –70 kg           |